# بالنگو
بالنگو (نام علمی: Lallemantia) نام یک سرده از تیره نعنائیان شامل گیاهان علفی یک‌ساله یا چندساله با ساقه‌های بی‌کرک یا کرکدار است.
گل‌آذین آن سنبله‌مانند است و برگ‌هایی با دندانه‌های منتهی به خار در حاشیه دارد. کاسهٔ گل آن دارای پنج دندانه با دندانه‌های ضخیم و برجسته و لبهٔ زبرین جام گل دارای دو شیار طولی است، دارای چهار پرچم با میله‌های ریش‌دار در قاعده و فندقچهٔ مستطیلی سه‌وجهی و با زایدهٔ غشایی در انتها.